# سوتورو
سوتورو (به سریانی: ܡܟܬܒܐ ܕܣܘܬܪܐ ܣܘܪܝܝܐ، به عربی: سوتورو) یک نیروی شبهه‌نظامی مسیحی در استان حسکه سوریه است. سوتورو جناح امنیتی حزب اتحاد سریانی است. یگان‌های سوتورو ابتدا در شهر قحطانیه و کمی پس از آن در مالکیه و قامیشلی تشکیل شدند. در حالیکه شاخه‌های مالکیه و قحطانیه به‌طور کامل تحت نفوذ حزب اتحاد سریانی است و همکاری تنگاتنگی با گروه‌های کرد دارد ،شاخه قامیشلی آن کاملاً از حزب اتحاد سریانی منفک شده و متحد نزدیک رژیم سوریه است.
سوبورو در سال ۲۰۱۴ برای حمایت از مسیحیان سوریه اقدام به تأسیس آکادمی نظامی آغا پطرس در شهر قامیشلی کرد.